# David Bryan

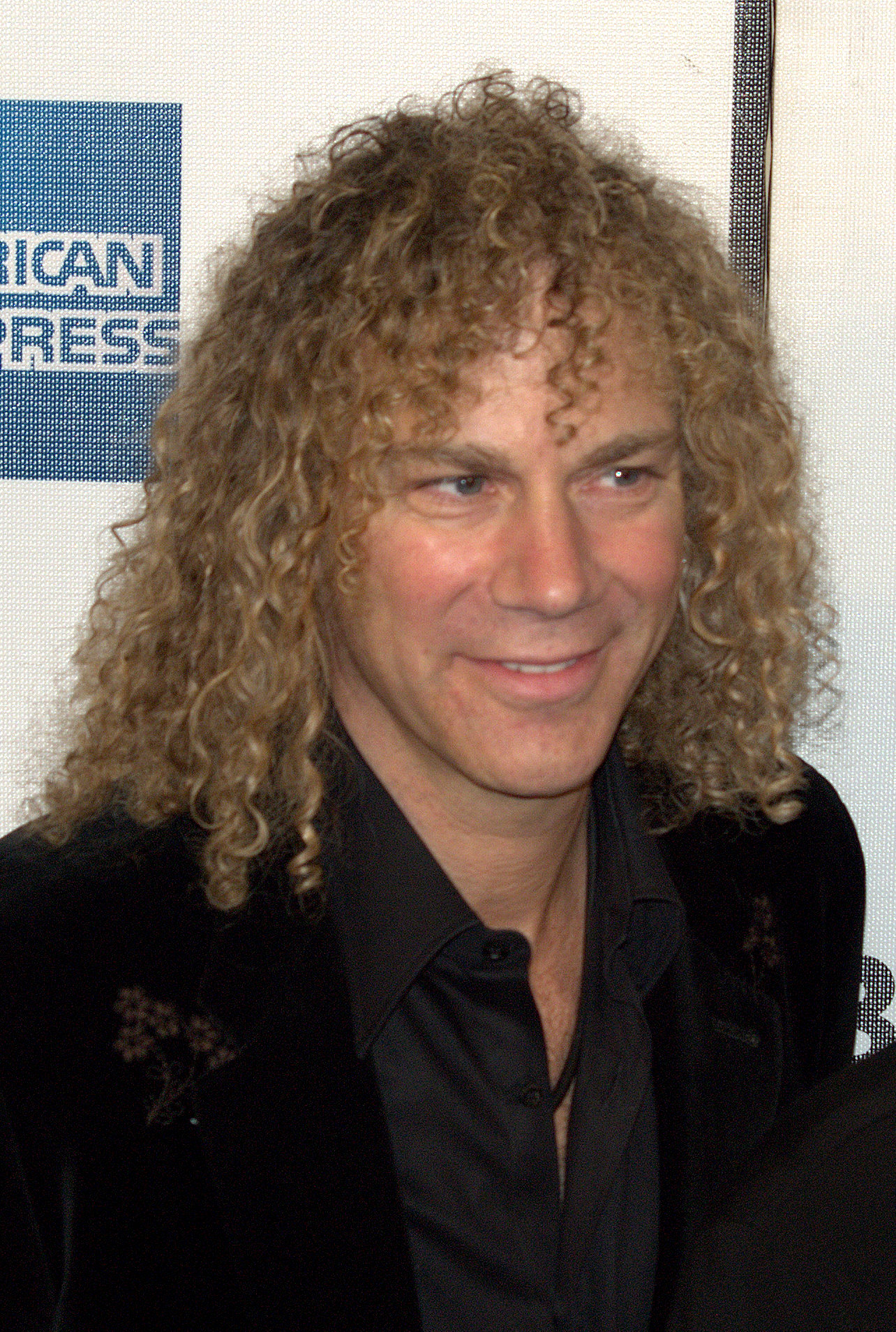
David Bryan beim Tribeca Film Festival 2009

David Bryan, eigentlich David Bryan Rashbaum, (* 7. Februar 1962 in Perth Amboy, New Jersey) ist ein US-amerikanischer Musiker. Er ist der Keyboarder und Backgroundsänger der Band Bon Jovi.

## Leben
David Bryan und Jon Bon Jovi lernten sich während ihrer Schulzeit kennen und spielten in dieser Zeit in der Band Atlantic City Expressway. Nach der Schule studierte er an der renommierten Juilliard School of Music in New York City. Neben seiner Arbeit bei Bon Jovi schreibt er seit 2000 erfolgreich Musicals, unter anderem das Stück Memphis, das am Broadway aufgeführt wurde. David Bryan war mit seiner Jugendliebe April McLean verheiratet, ist seit 2004 von dieser geschieden und hat drei Kinder.
Im Sommer 2010 ließ Bryan zum ersten Mal seit der Gründung von Bon Jovi einen Gig der Band aus, da sein Musical „Memphis“ an diesem Abend mit mehreren Musicalawards ausgezeichnet wurde – unter anderem für die beste Musik. An diesem Abend wurden die Keyboards von
JBJ-Solokeyboarder Jeff Kazee übernommen.
Seine größten Einflüsse sind Wolfgang Amadeus Mozart, Ludwig van Beethoven, Johann Sebastian Bach, Southside Johnny & the Asbury Jukes, Deep Purple und Led Zeppelin.

## Diskografie

### Soloalben
- Netherworld O.S.T. (1992)[1]
- On a Full Moon (1995)[2]
- Lunar Eclipse (2000)[3]

### Bandalben
Siehe Diskografie Bon Jovi